# Chad Reed
Chad Reed (Kurri-Kurri, 15 marzo 1982) è un pilota motociclistico australiano ritirastosi dall'attività agonistica, è tra i più titolati in Supercross.

## Carriera
Inizia la sua carriera nel 1998 in Australia, uscendo dalla categoria juniores, ed esordendo direttamente nella classe 250cc, e non come di tradizione nella 125cc. Si dimostra ben presto molto competitivo, sia in motocross che in supercross, vincendo il titolo australiano sia nel 1999 che nel 2000. Nel 2001 si trova a competere nel Campionato Motocross 250cc, in sella alla Kawasaki del team Jan DeGroot. Reed si trova subito a suo agio nel nuovo campionato, a bordo della sua KX250 vince la tappa di Lierop nei Paesi Bassi, diventando il primo pilota australiano a vincere una gara di questo campionato.
Nel 2002 esordisce nel campionato statunitense di supercross 125cc, conquistando subito al primo anno il titolo di campione, che lo pone tra le più grandi promesse del motociclismo cross. Lo stesso anno vince anche la sua prima, e unica, gara del campionato National a Mount Morris in Pennsylvania, disputerà anche 4 gare della classe 250cc, il miglior piazzamento però sarà un quinto posto nella gara di San Diego, CA
Nel 2003 passa alla classe 250cc, in sella alla Yamaha Factory. Nella sua stagione da rookie, finisce secondo dietro a Ricky Carmichael, perdendo il titolo per soli 7 punti, nonostante le 8 vittorie rispetto alle 7 del suo rivale. Nel campionato motocross invece terminerà terzo dietro Carmichael e Kevin Windham. Nel 2004, con l'assenza per infortuni di Ricky Carmichael, vince il titolo del campionato supercross, battendo tutti e conquistando 10 vittorie su 16 prove.

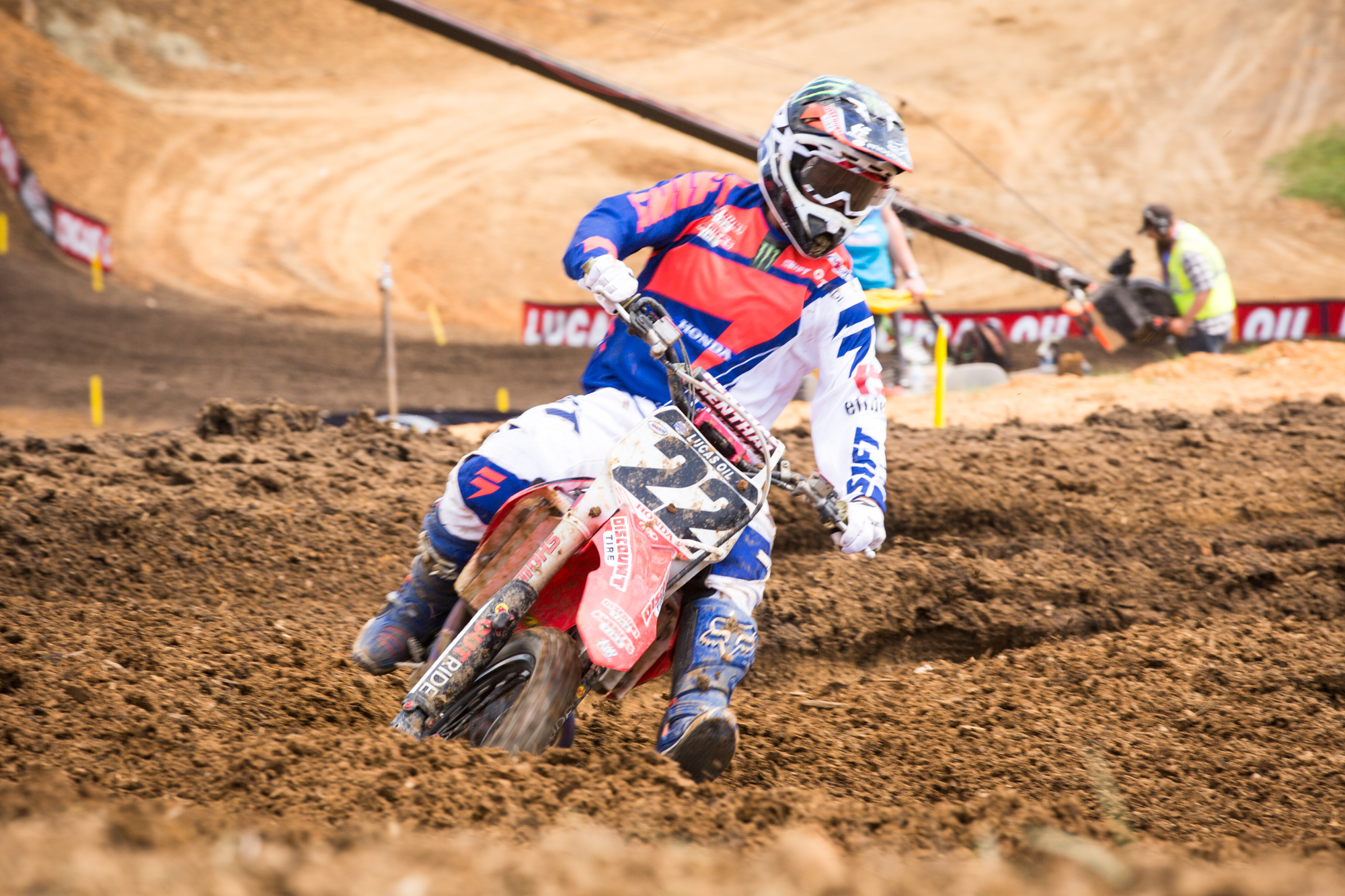
Reed in pista nel 2013.

Il 2005 vede il ritorno di Carmichael e l'approdo di James Stewart Jr., la nuova promessa del supercross, nella classe maggiore. La lotta a tre per il titolo alla fine si conclude con la vittoria di Carmichael che la spunta con 7 vittorie, Reed finisce secondo con 5 vittorie e terzo James Stewart con 3 vittorie. Nel 2006 Reed è ancora molto competitivo, molto più dell'anno scorso, ma nonostante questo il titolo andrà di nuovo a Carmichael, stavolta soltanto per 2 punti. A pari punti si classificherà assieme a Reed anche Stewart, che però vince più gare e quindi si classifica secondo. Nel 2007 Reed annuncia di voler lasciare a fine contratto la Yamaha per creare un team tutto suo, come fece Jeremy McGrath in passato. A fine stagione terminerà 2º, con una sola vittoria conquistata.
Nel 2008 arriva il secondo titolo nella classe maggiore del supercross AMA, vincendo 9 delle 17 prove. Quest'ultima è una stagione piena di battaglie con Windham, Davi Millsaps e Josh Hill, alla fine Reed la spunta su Windham con 13 punti di distacco. Nel 2009 passa al tem Rockstar Makita Suzuki. Sarà una stagione piena di battaglie con Stewart, ma alla fine l'australiano dovrà cedere la corona allo statunitense per soli 7 punti. 
Il 23 agosto dello stesso anno si impone nel campionato AMA motocross (National), e a fine anno lascia la squadra dopo solo una stagione per approdare nel team ufficiale Kawasaki Monster Energy.
La stagione 2010  inizia con un grave incidente che gli compromette la stagione stessa. Finirà solamente 17º in campionato, conquistando un solo podio nell'ultima gara di Las Vegas. A fine stagione corre e vince la prima gara del Campionato Australiano Supercross su una Honda del Team Vodafone che partecipa alle maggiori competizioni automobilistiche in Australia. Per la stagione 2011 crea un proprio team privato di supercross, il TwoTwo Motorsports Honda, per correre il Campionato del Mondo Supercross. A fine stagione 2011 Reed si piazza in seconda posizione dietro al solo Ryan Villopoto con un distacco di 4 punti vincendo la prova finale al Sam Boyd Stadium di Las Vegas. Sempre nel 2011 viene nominato Membro dell'Ordine di Australia, massima onorificenza che gli permette di entrare di diritto nella Queen's Honour, la lista di personalità invitate a festeggiare il compleanno della Regina Elisabetta II (21 aprile). Reed è il secondo più giovane australiano a ricevere l'onorificenza e si aggiunge al cinque volte Campione del Mondo Mick Doohan.
Il 2012 è una stagione sfortunata per Reed, dopo un inizio incoraggiante, condito anche da una vittoria nella gara di Los Angeles, durante la gara di Arlington in Texas, mentre era in lotta per la vittoria, cade rovinosamente a terra e si frattura due costole, tibia, perone e si lesiona il crociato anteriore, stagione finita. Nel 2013 corre per l'ultima stagione con la Honda, non sarà una stagione entusiasmante per l'australiano. A fine campionato si piazza solamente quinto, senza conquistare nemmeno una vittoria, solo due terzi posti. Nel 2014 torna alla Kawasaki, la nuova moto gli permette di essere di nuovo competitivo come nelle passate stagioni, ma una brutta caduta nella gara di San Diego gli impedisce di concludere la stagione, stavolta Chad si frattura la scapola, clavicola e la vertebra T1. A fine stagione conclude al 14º posto. Il 2015 non inizia benissimo, due decimi posti, nella terza gara viene squalificato per aver spinto Trey Canard fuori dal circuito a seguito di un contatto precedentemente subito. Nella gara successiva ad Oakland conquista il suo primo podio finendo terzo dietro Ryan Dungey e lo stesso Canard, l'unica vittoria arriverà nella prima gara ad Atlanta, davanti a Dungey, che poi diventerà anche la sua ultima vittoria in carriera. A fine stagione subisce un intervento alla spalla che lo costringe a saltare qualche gara del National, sarà anche l'ultima stagione per il TwoTwo Motorsports, l'australiano ha dichiarato che non riusciva a reggere il doppio ruolo manager/pilota.
Nel 2016 Chad ritorna in Yamaha, la casa che lo ha reso 3 volte campione nell'AMA Supercross, la stagione però non sarà esaltante, solo 3 podi e nessuna vittoria, stagione viziata anche da un problema al gomito. Prima della fine del campionato vola in Europa come wild card per le ultime due gare del mondiale, l'ultima volta per Reed nel mondiale fu nel 2002, stagione che lo vide vicecampione con una vittoria nel Gp di Lierop in Olanda, le due gare sono in Gran Bretagna e Italia, in Gran Bretagna finisce quattordicesimo in gara 1 e diciassettesimo in gara 2, in Italia cade e si fa male al polso in gara 1 non prendendo poi il via in gara 2. Conclude la stagione AMA al quinto posto con 250 punti. Nel 2017 è ancora in Yamaha, la stagione comunque non sarà esaltante, riuscirà a conquistare solo un podio, un secondo posto in Arizona. Durante la gara di St. Louis si rende protagonista di un episodio non molto felice, mentre si trovava in sedicesima posizione viene raggiunto da Dungey, che lottava per le prime e si apprestava a doppiarlo, l'australiano invece di rallentare e farlo passare, come da prassi, inizia a girare più veloce rendendo più complicato il sorpasso, che avverrà comunque qualche giro più tardi quando ormai la gara per Dungey è compromessa, questo episodio scatena molte polemiche sui social incrementando il malumore tra i due, malumori derivanti anche da un tamponamento alla prima curva della gara precedente a Detroit, incidente che ha fatto sbattere a terra Justin Bogle e Reed compromettendo il resto della loro gara. Al termine del 2020 annuncia il proprio ritiro dalle competizioni.

## Risultati AMA Supercross

### 125cc (East Coast)
| Anno | Moto   | Indiana (bandiera) | Minnesota (bandiera) | Georgia (bandiera) | Florida (bandiera) | Louisiana (bandiera) | Missouri (bandiera) | Michigan (bandiera) | Nevada (bandiera) | Punti | Pos |
| ---- | ------ | ------------------ | -------------------- | ------------------ | ------------------ | -------------------- | ------------------- | ------------------- | ----------------- | ----- | --- |
| 2002 | Yamaha | 1                  | 1                    | 1                  | 1                  | 1                    | 1                   | 2                   | 2                 | 172   | 1º  |

### 250cc
| Anno | Moto   | California (bandiera) | California (bandiera) | California (bandiera) | Arizona (bandiera)    | California (bandiera) | Indiana (bandiera)    | Minnesota (bandiera)  | Georgia (bandiera)   | Florida (bandiera)  | Louisiana (bandiera) |                     | Missouri (bandiera) | Michigan (bandiera) |                       | Utah (bandiera) | Nevada (bandiera) | Punti | Pos |
| ---- | ------ | --------------------- | --------------------- | --------------------- | --------------------- | --------------------- | --------------------- | --------------------- | -------------------- | ------------------- | -------------------- | ------------------- | ------------------- | ------------------- | --------------------- | --------------- | ----------------- | ----- | --- |
| 2002 | Yamaha | 6                     | 5                     | 8                     |                       |                       |                       |                       |                      |                     |                      |                     |                     |                     | 18                    |                 |                   | 47    | 21º |
| Anno | Moto   | California (bandiera) | Arizona (bandiera)    | California (bandiera) | California (bandiera) | California (bandiera) | California (bandiera) | Minnesota (bandiera)  | Georgia (bandiera)   | Indiana (bandiera)  | Florida (bandiera)   | Missouri (bandiera) |                     | Michigan (bandiera) |                       | Utah (bandiera) | Nevada (bandiera) | Punti | Pos |
| 2003 | Yamaha | 1                     | 2                     | 6                     | 2                     | 2                     | 1                     | 6                     | 2                    | 3                   | 2                    | 1                   | 1                   | 1                   | 1                     | 1               | 1                 | 360   | 2º  |
| Anno | Moto   | California (bandiera) | Arizona (bandiera)    | California (bandiera) | California (bandiera) | California (bandiera) | California (bandiera) |                       | Minnesota (bandiera) | Georgia (bandiera)  | Florida (bandiera)   | Missouri (bandiera) | Indiana (bandiera)  | Michigan (bandiera) |                       | Utah (bandiera) | Nevada (bandiera) | Punti | Pos |
| 2004 | Yamaha | 1                     | 2                     | 1                     | 1                     | 2                     | 1                     | 1                     | 2                    | 1                   | 1                    | 1                   | 3                   | 1                   | Rit                   | 2               | 2                 | 355   | 1º  |
| Anno | Moto   | California (bandiera) | Arizona (bandiera)    | California (bandiera) | California (bandiera) | California (bandiera) | Indiana (bandiera)    | California (bandiera) | Georgia (bandiera)   | Missouri (bandiera) | Florida (bandiera)   | Florida (bandiera)  |                     | Michigan (bandiera) | Washington (bandiera) |                 | Nevada (bandiera) | Punti | Pos |
| 2005 | Yamaha | 16                    | 3                     | 2                     | 2                     | 2                     | 2                     | 1                     | 2                    | 2                   | 1                    | 1                   | 3                   | 1                   | 4                     | 2               | 1                 | 342   | 2º  |

### 450cc
| Anno | Moto      | California (bandiera) | Arizona (bandiera)    | California (bandiera) | California (bandiera) | California (bandiera) | California (bandiera) | Missouri (bandiera)   | Georgia (bandiera)  | Indiana (bandiera)  | Florida (bandiera) | Florida (bandiera)   | Michigan (bandiera)   |                     |                       | Washington (bandiera)    | Nevada (bandiera)     |                   | Punti | Pos |
| ---- | --------- | --------------------- | --------------------- | --------------------- | --------------------- | --------------------- | --------------------- | --------------------- | ------------------- | ------------------- | ------------------ | -------------------- | --------------------- | ------------------- | --------------------- | ------------------------ | --------------------- | ----------------- | ----- | --- |
| 2006 | Yamaha    | 2                     | 2                     | 2                     | 5                     | 2                     | 3                     | 1                     | 2                   | 3                   | 2                  | 5                    | 3                     | 3                   | 1                     | 2                        | 3                     |                   | 336   | 3º  |
| Anno | Moto      | California (bandiera) | Arizona (bandiera)    | California (bandiera) | California (bandiera) | California (bandiera) |                       | California (bandiera) | Georgia (bandiera)  | Missouri (bandiera) | Florida (bandiera) | Minnesota (bandiera) | Indiana (bandiera)    |                     | Missouri (bandiera)   | Washington (bandiera)    | Nevada (bandiera)     |                   | Punti | Pos |
| 2007 | Yamaha    | 3                     | 3                     | 2                     | 3                     | 2                     | 2                     | 1                     | 3                   | 3                   | 3                  | 3                    | 2                     | 2                   | 2                     | 6                        | 2                     |                   | 334   | 2º  |
| Anno | Moto      | California (bandiera) | Arizona (bandiera)    | California (bandiera) | California (bandiera) | California (bandiera) | California (bandiera) |                       | Georgia (bandiera)  | Indiana (bandiera)  | Florida (bandiera) | Minnesota (bandiera) | Canada (bandiera)     |                     | Michigan (bandiera)   | Missouri (bandiera)      | Washington (bandiera) | Nevada (bandiera) | Punti | Pos |
| 2008 | Yamaha    | 1                     | 2                     | 1                     | 1                     | 1                     | 1                     | 2                     | 6                   | 1                   | 7                  | 7                    | 1                     | 1                   | 12                    | 2                        | 2                     | 1                 | 365   | 1º  |
| Anno | Moto      | California (bandiera) | Arizona (bandiera)    | California (bandiera) |                       | California (bandiera) | California (bandiera) | California (bandiera) | Georgia (bandiera)  | Indiana (bandiera)  | Florida (bandiera) | Louisiana (bandiera) | Missouri (bandiera)   | Canada (bandiera)   | Florida (bandiera)    | Washington (bandiera)    | Utah (bandiera)       | Nevada (bandiera) | Punti | Pos |
| 2009 | Suzuki    | 3                     | 2                     | 2                     | 2                     | 2                     | 2                     | 2                     | 2                   | 1                   | 1                  | 2                    | 1                     | 2                   | 2                     | 7                        | 2                     | 2                 | 373   | 2º  |
| Anno | Moto      | California (bandiera) | Arizona (bandiera)    | California (bandiera) | California (bandiera) | California (bandiera) | California (bandiera) | Indiana (bandiera)    | Georgia (bandiera)  | Florida (bandiera)  | Canada (bandiera)  |                      | Florida (bandiera)    |                     | Missouri (bandiera)   | Washington (bandiera)    | Utah (bandiera)       | Nevada (bandiera) | Punti | Pos |
| 2010 | Kawasaki  | 19                    | 19                    | Inf                   | Inf                   | Inf                   | Inf                   | Inf                   | Inf                 | Inf                 | Inf                | Inf                  | Inf                   | 4                   | 5                     | 8                        | NP                    | 2                 | 73    | 17º |
| Anno | Moto      | California (bandiera) | Arizona (bandiera)    | California (bandiera) | California (bandiera) | California (bandiera) |                       | California (bandiera) | Georgia (bandiera)  | Florida (bandiera)  | Florida (bandiera) |                      | Canada (bandiera)     |                     | Missouri (bandiera)   | Washington (bandiera)    | Utah (bandiera)       | Nevada (bandiera) | Punti | Pos |
| 2011 | Honda     | 5                     | 4                     | 7                     | 2                     | 3                     | 6                     | 1                     | 3                   | 2                   | 3                  | 2                    | 2                     | 8                   | 4                     | 3                        | 2                     | 1                 | 334   | 2º  |
| Anno | Moto      | California (bandiera) | Arizona (bandiera)    | California (bandiera) | California (bandiera) | California (bandiera) | California (bandiera) |                       | Georgia (bandiera)  | Missouri (bandiera) | Florida (bandiera) | Indiana (bandiera)   | Canada (bandiera)     |                     | Louisiana (bandiera)  | Washington (bandiera)    | Utah (bandiera)       | Nevada (bandiera) | Punti | Pos |
| 2012 | Honda     | 2                     | 5                     | 1                     | 2                     | 3                     | 2                     | 20                    | Inf                 | Inf                 | Inf                | Inf                  | Inf                   | Inf                 | Inf                   | Inf                      | Inf                   | Inf               | 128   | 12º |
| Anno | Moto      | California (bandiera) | Arizona (bandiera)    | California (bandiera) | California (bandiera) | California (bandiera) | California (bandiera) |                       | Georgia (bandiera)  | Missouri (bandiera) | Florida (bandiera) | Indiana (bandiera)   | Canada (bandiera)     |                     | Minnesota (bandiera)  | Washington (bandiera)    | Utah (bandiera)       | Nevada (bandiera) | Punti | Pos |
| 2013 | Honda     | 4                     | 4                     | 3                     | 12                    | 5                     | 5                     | 4                     | 9                   | 3                   | 7                  | 6                    | 4                     | NP                  | 5                     | 20                       | 10                    | 6                 | 239   | 5º  |
| Anno | Moto      | California (bandiera) | Arizona (bandiera)    | California (bandiera) | California (bandiera) | California (bandiera) | California (bandiera) |                       | Georgia (bandiera)  | Indiana (bandiera)  | Florida (bandiera) | Michigan (bandiera)  | Canada (bandiera)     | Missouri (bandiera) |                       | Washington (bandiera)    | New Jersey (bandiera) | Nevada (bandiera) | Punti | Pos |
| 2014 | Kawasaki  | 3                     | 9                     | 1                     | 3                     | 1                     | 12                    | Inf                   | Inf                 | Inf                 | Inf                | Inf                  | Inf                   | Inf                 | Inf                   | Inf                      | Inf                   | Inf               | 111   | 14º |
| Anno | Moto      | California (bandiera) | Arizona (bandiera)    | California (bandiera) | California (bandiera) | California (bandiera) | California (bandiera) |                       | Georgia (bandiera)  | Georgia (bandiera)  | Florida (bandiera) | Indiana (bandiera)   | Michigan (bandiera)   | Missouri (bandiera) |                       | California (bandiera)    | New Jersey (bandiera) | Nevada (bandiera) | Punti | Pos |
| 2015 | Kawasaki  | 10                    | 10                    | SQ                    | 3                     | 6                     | 4                     | 11                    | 1                   | 7                   | 5                  | 9                    | 4                     | 8                   | 5                     | 8                        | NP                    | 7                 | 226   | 4º  |
| Anno | Moto      | California (bandiera) | California (bandiera) | California (bandiera) | California (bandiera) | Arizona (bandiera)    | California (bandiera) |                       | Georgia (bandiera)  | Florida (bandiera)  | Canada (bandiera)  | Michigan (bandiera)  | California (bandiera) | Indiana (bandiera)  | Missouri (bandiera)   | Massachusetts (bandiera) | New Jersey (bandiera) | Nevada (bandiera) | Punti | Pos |
| 2016 | Yamaha    | 6                     | 2                     | 2                     | 5                     | 6                     | 8                     | 12                    | 3                   | 12                  | 21                 | 4                    | 4                     | 6                   | 6                     | 9                        | 9                     | 4                 | 250   | 5º  |
| Anno | Moto      | California (bandiera) | California (bandiera) | California (bandiera) | Arizona (bandiera)    | California (bandiera) |                       | Minnesota (bandiera)  | Georgia (bandiera)  | Canada (bandiera)   | Florida (bandiera) | Indiana (bandiera)   | Michigan (bandiera)   | Missouri (bandiera) | Washington (bandiera) | Utah (bandiera)          | New Jersey (bandiera) | Nevada (bandiera) | Punti | Pos |
| 2017 | Yamaha    | 20                    | 9                     | 7                     | 2                     | 8                     | 19                    | 16                    | 7                   | 4                   | 6                  | 7                    | 22                    | 16                  | 9                     | 6                        | 12                    | 6                 | 182   | 9º  |
| Anno | Moto      | California (bandiera) |                       | California (bandiera) | California (bandiera) | California (bandiera) | California (bandiera) |                       | Florida (bandiera)  | Georgia (bandiera)  | Florida (bandiera) | Indiana (bandiera)   | Missouri (bandiera)   | Indiana (bandiera)  | Michigan (bandiera)   |                          | Utah (bandiera)       | Nevada (bandiera) | Punti | Pos |
| 2018 | Husqvarna | 15                    | 16                    | 14                    | 19                    | 14                    | 13                    | 15                    | 21                  | 10                  | 12                 | 22                   | 9                     | 7                   | 13                    | 10                       | 11                    | 11                | 159   | 13º |
| Anno | Moto      | California (bandiera) | California (bandiera) | California (bandiera) | California (bandiera) | California (bandiera) | Minnesota (bandiera)  |                       | Michigan (bandiera) | Georgia (bandiera)  | Florida (bandiera) | Indiana (bandiera)   | Washington (bandiera) |                     | Tennessee (bandiera)  | Colorado (bandiera)      | New Jersey (bandiera) | Nevada (bandiera) | Punti | Pos |
| 2019 | Suzuki    | 9                     | 14                    | 13                    | 9                     | 5                     | 7                     | 11                    | 3                   | 13                  | 10                 | 11                   | 21                    | Inf                 | Inf                   | Inf                      | Inf                   | Inf               | 151   | 15º |
| Anno | Moto      | California (bandiera) | Missouri (bandiera)   | California (bandiera) | California (bandiera) | California (bandiera) | California (bandiera) | Florida (bandiera)    |                     | Georgia (bandiera)  | Florida (bandiera) | Utah (bandiera)      | Utah (bandiera)       | Utah (bandiera)     | Utah (bandiera)       | Utah (bandiera)          | Utah (bandiera)       | Utah (bandiera)   | Punti | Pos |
| 2020 | KTM       | 18                    | 21                    | 18                    | 20                    | Inf                   | 21                    | 19                    | 13                  | 15                  | 13                 | 19                   | 17                    | 14                  | 11                    | 11                       | 15                    | 10                | 113   | 16º |

## Palmarès
- 1999: Campione Australiano Supercross
- 2000: Campione Australiano Supercross
- 2001: 2º posto Campionato del Mondo Motocross 250cc (su Kawasaki)
- 2001: 8º posto Campionato Australiano Supercross (4 gare disputate su 12) (su Kawasaki)
- 2002: Campione AMA Supercross classe 125 (East Coast) (su Yamaha)
- 2002: 3º posto Campionato AMA Motocross classe 125 (su Yamaha)
- 2002: 13º posto Campionato Australiano Supercross (1 gara disputata su 9) (su Yamaha)
- 2003: 2º posto Campionato AMA Supercross (su Yamaha)
- 2003: 3º posto Campionato AMA Motocross (su Yamaha)
- 2004: Campione AMA Supercross (su Yamaha)
- 2004: 2º posto Campionato AMA Motocross (su Yamaha)
- 2004: Vincitore US Open Supercross (su Yamaha)
- 2004: 6º posto X-Games Supermoto di Los Angeles (su Yamaha)
- 2005: 2º posto Campionato AMA Supercross (su Yamaha)
- 2005: 2º posto Campionato del Mondo Supercross (su Yamaha)
- 2005: Medaglia di bronzo X-Games Supermoto di Los Angeles (su Yamaha)
- 2006: 3º posto Campionato AMA Supercross (su Yamaha)
- 2006: 3º posto Campionato del Mondo Supercross (su Yamaha)
- 2006: 4º posto X-Games Supermoto di Los Angeles (su Yamaha)
- 2007: 2º posto Campionato del Mondo Supercross (su Yamaha)
- 2007: 2º posto Campionato AMA Supercross (su Yamaha)
- 2007: 19º posto X-Games Supermoto di Los Angeles (su Yamaha)
- 2007: 20º posto generale Motocross delle Nazioni (Team Australia) (su Yamaha)
- 2007: 2º posto US Open Supercross (su Yamaha)
- 2007: Vincitore Supercross Paris-Bercy (su Yamaha)
- 2008: Campione AMA Supercross (su Yamaha)
- 2008: Campione Australiano Supercross (su Suzuki)
- 2008: 6º posto generale Motocross delle Nazioni (Team Australia) (su Suzuki)
- 2008: 8º posto US Open Supercross (su Suzuki)
- 2009: 2º posto Campionato del Mondo AMA Supercross (su Suzuki)
- 2009: Campione AMA Motocross (su Suzuki)
- 2009: 7º posto generale Motocross delle Nazioni (Team Australia) (su Suzuki)
- 2009: Campione Australiano Supercross (su Kawasaki)
- 2010: 17º posto Campionato del Mondo AMA Supercross (su Kawasaki) - infortunio
- 2010: 11º posto Campionato AMA Motocross (su Kawasaki) - infortunio
- 2010: Vincitore Australasian Supercross di Newcastle (su Honda)
- 2011: 2º posto Campionato del Mondo AMA Supercross (su Honda)
- 2011: 3º posto Campionato AMA Motocross (su Honda)
- 2011: Vincitore Supercross Superbowl di Genova (su Honda)
- 2012: 12º posto Campionato del Mondo AMA Supercross (su Honda) (7 gare disputate su 17)
- 2013: 5º posto Campionato del Mondo AMA Supercross (su Honda)
- 2013: 15º posto Campionato AMA Motocross (su Honda)